# كيمياء جيولوجية عضوية
الكيمياء الجيولوجية العضوية هي دراسة التأثيرات والعمليات التي أحدثتها الكائنات الحية على الأرض. تهتم بشكل أساسي بتكوين وطريقة منشأ المواد العضوية في الصخور وفي المسطحات المائية. تُعزى دراسة الكيمياء الجيولوجية العضوية إلى عمل ألفريد إي تريبس، «أبو الكيمياء الجيولوجية العضوية.» عزل تريبس أولاً ميتالوبورفيرينات من البترول. حدد هذا الاكتشاف الأصل الحيوي للبترول، والذي لم يكن مفهومًا جيدًا في السابق. تعتبر ميتالوبورفيرينات بشكل عام مركبات عضوية عالية الثبات، وقد أوضحت الهياكل التفصيلية للمشتقات المستخرجة أنها نشأت من الكلوروفيل.

## تطبيقات

### طاقة

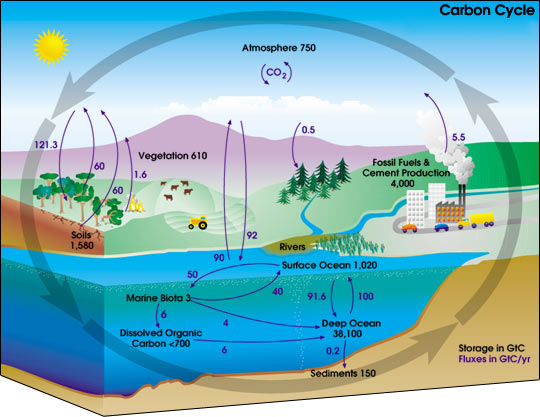
مخطط دورة الكربون.

#### البترول
لطالما كانت العلاقة بين وجود المركبات العضوية في الرواسب الرسوبية ورواسب البترول موضع اهتمام. توفر دراسات الرواسب القديمة والصخور نظرة ثاقبة على أصول ومصادر النفط والبترول، فضلاً عن السوابق الكيميائية الحيوية للحياة. كانت تسربات النفط على وجه الخصوص ذات أهمية لعلماء الكيمياء الجيولوجية فيما يتعلق بتأثير البترول والنفط على البيئة الجيولوجية الحالية. بعد تسرب النفط من إيكسون فالديز، ازدهرت المعرفة في الكيمياء الجيولوجية العضوية حول كيمياء الانسكاب النفطي مع تحليلات العينات من التسرب.
يدرس علماء الكيمياء الجيولوجية شوائب البترول في العينات الجيولوجية لمقارنة شوائب السوائل الحالية بالعينات المؤرخة. يوفر هذا التحليل نظرة ثاقبة عن عمر عينات البترول والصخور المحيطة. تُستخدم الطرق الطيفية والضوئية والتدميرية وغير التدميرية لتحليل العينات عبر مطياف الكتلة أو مطيافية رامان. تُعزى الاختلافات المكتشفة في العينات، مثل نسبة الزيت إلى الغاز أو اللزوجة، عادةً إلى مصدر الصخور في العينة. الخصائص الأخرى التي تُلاحظ عادة هي خصائص الضغط/ الحجم/ درجة الحرارة، وتركيب العينة، وتكوين العينة. تنشأ التعقيدات في التحليل عندما تكون الصخرة المصدر قريبة أو في مصدر المياه.
كما يُدرَس البترول عن طريق تحليل نظائر الكربون. توفر نظائر الكربون نظرة ثاقبة لدورة الكربون الأرضي والعمليات الجيولوجية. يستطيع علماء الكيمياء الجيولوجية تمييز تكوين الرواسب البترولية عن طريق فحص نسبة نظائر الكربون ومقارنة هذه النسبة بالقيم المعروفة للهياكل القائمة على الكربون والتي يمكن أن يتكون منها البترول.

وضع الكربون-13 (C^{13}) في مخطط النظائر حيث N هو عدد النيوترونات و Z هو العدد الذري.

#### فحم
تم الحصول على معرفة واسعة حول الفحم منذ بداية استخدامه كمصدر للطاقة. ومع ذلك، لا يزال علماء الجيولوجيا الكيميائية الحديثين يدرسون كيفية تغير المواد النباتية إلى الفحم. لقد حددوا نتائج الائتلاف من التحلل الانتقائي للمواد النباتية، في حين يتم الحفاظ على المواد النباتية الأخرى. عادة ما تتكون جزيئات الفحم الكبيرة من البوليمرات الحيوية المقاومة للتحلل الموجودة في الطحالب والجراثيم والخشب. كشف علماء الكيمياء الجيولوجية الألغاز الكامنة وراء تكوين الفحم من خلال مقارنة خصائص البوليمرات الحيوية بالخصائص الموجودة في جزيئات الفحم الكبيرة الموجودة. لقد عززت الطرق التحليلية للرنين المغناطيسي النووي الكربوني والاستشراب الغازي-مطياف كتلة (GC-MS) جنبًا إلى جنب مع الانحلال الحراري بالفلاش قدرة علماء الكيمياء الجيولوجية العضوية على تحليل الوحدات الهيكلية الدقيقة للفحم بشكل كبير.
تم الحصول على مزيد من المعرفة حول عصر رواسب الفحم من خلال التأريخ المتساوي لليورانيوم في عينات الفحم. أدى فحص نسبة الوالدين إلى الابنة من نظائر اليورانيوم إلى تأريخ عينات مختارة إلى العصر الطباشيري المتأخر.

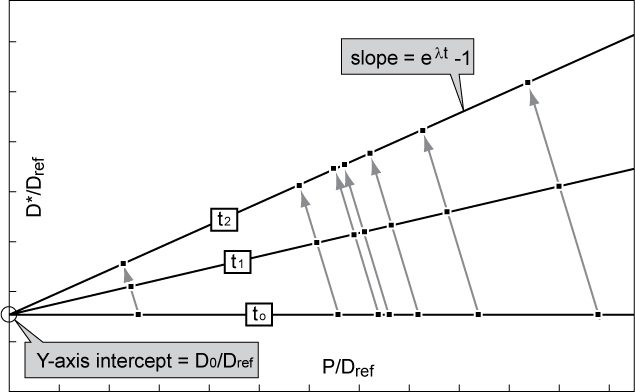
مثال على الرسم التخطيطي لتحليل المواعدة المتوازنة.

### بيئي
تتضمن الكيمياء الجيولوجية العضوية الحديثة دراسات للرواسب الحديثة لفهم دورة الكربون وتغير المناخ وعمليات المحيطات. فيما يتعلق بالدراسات البترولية، يقوم علماء الكيمياء الجيولوجية الذين يركزون على البترول أيضًا بفحص تأثير البترول على البيئة الجيولوجية. تقوم الكيمياء الجيولوجية أيضًا بفحص الملوثات الأخرى في الأنظمة الجيولوجية، مثل المستقلبات المتكونة من تحلل الهيدروكربونات. تسمح تقنيات تحليل الكيمياء الجيولوجية العضوية، مثل الاستشراب الغازي- مطياف الكتلة للكيميائيين بتحديد التأثيرات المعقدة للأيضات العضوية ومنتجات النفايات الناتجة عن الإنسان على البيئة الجيولوجية. من دواعي القلق الخاصة الملوثات الناتجة عن الإنسان والناشئة عن العمل الزراعي. أدى استخدام السماد الحيواني بالاقتران مع الإدارة العامة للنفايات البلدية والصرف الصحي إلى تغيير العديد من الخصائص الفيزيائية للتربة الزراعية المعنية والتربة المحيطة.
الكيمياء الجيولوجية العضوية ذات صلة أيضًا بالبيئات المائية. تعتبر الملوثات، ومستقلباتها، و كيف يدخل كلاهما المسطحات المائية ذات أهمية خاصة في هذا المجال. يمكن أيضًا اشتقاق هذه المادة العضوية من العمليات الجيولوجية في المسطحات المائية أو بالقرب منها، مما يؤثر بالمثل على أشكال الحياة القريبة وإنتاج البروتين. قُدِّم التحليل الطيفي الفلوري كطريقة لفحص المواد العضوية في المسطحات المائية، حيث وعادة ما تكون المادة العضوية المذابة فلورية.
تمتد دراسة الكيمياء الجيولوجية العضوية أيضًا إلى الغلاف الجوي. على وجه الخصوص، يدرس علماء الكيمياء الجيولوجية في هذا المجال تركيبة المواد غير القابلة للذوبان في الغلاف الجوي السفلي. لقد حددوا آثارًا معينة للهباء العضوي بما في ذلك السُّمية الفسيولوجية، والتأثير المناخي المباشر وغير المباشر، والضباب الدخاني، وتحمّض المطر، والاندماج في دورة الكربون الطبيعية.

## قراءة إضافية
- إنجل، مايكل، ماكو، ستيفن (1993). مبادئ وتطبيقات الكيمياء الجيولوجية العضوية. بوسطن، ماساتشوستس: سبرينغر الولايات المتحدة. ردمك 9781461528906.
- كيلوبس، ستيفن كيلوبس، فانيسا (2013). مقدمة في الكيمياء الجيولوجية العضوية. جون وايلي وأولاده. ردمك 9781118697207.